# Selenophorus latior
Selenophorus latior är en skalbaggsart som beskrevs av Darlington. Selenophorus latior ingår i släktet Selenophorus och familjen jordlöpare. Inga underarter finns listade i Catalogue of Life.